# Gustoća skupa
Gustoća skupa, osnovno je svojstvo uređenog skupa koje određuje njegovu uređajnu i metričku strukturu. Skup može biti gust (kontinuiran) ili diskretan.
Preciznije, kažemo da je skup {\displaystyle S} takav da je {\displaystyle |S|\geq 2} gust ako između svaka dva distinktna (različita) elementa {\displaystyle x,y\in S} postoji treći distinktni element {\displaystyle z\in S}. Pretpostavlja se da {\displaystyle S} ima barem dva elementa jer bi inače tvrdnja trivijalno vrijedila.
Također, s druge strane, kažemo da je uređeni skup diskretan ako nije gust.

## U metričkom prostoru
Diskretni skup može se definirati i preko metričkih prostora, a pojam gustog skupa bit će, dakle, njegova negacija. Naime, skup {\displaystyle S\subseteq X} je diskretan u metričkom prostoru {\displaystyle (X,d)} ako za svaki {\displaystyle x\in S} postoji {\displaystyle \delta >0} takav da je {\displaystyle d(x,y)>\delta ,\forall y\in S,y\neq x}. Naravno, skup je gust ako nije diskretan.
Ova se definicija može intuitvno i zorno predočiti. Naime, skup će biti diskretan ako i samo ako možemo pronaći (ma kako malu) vrijednost {\displaystyle \delta >0} od koje će udaljenost između bilo kojih dviju točaka biti veća. U slučaju gustog skupa, dvije točke mogu biti proizvoljno "blizu" pa takav  {\displaystyle \delta >0} ne postoji, odnosno za bilo koji {\displaystyle \delta >0} možemo pronaći točke {\displaystyle x,y} za koje je {\displaystyle d(x,y)\leq \delta }.